# Erythrophyllum wallichii
Erythrophyllum wallichii là một loài rêu trong họ Pottiaceae. Loài này được (Mitt.) Herzog mô tả khoa học đầu tiên năm 1925.